# Pastos Bons
Pastos Bons là một đô thị thuộc bang Maranhão, Brasil. Đô thị này có diện tích 1636,6 km², dân số năm 2007 là 16817 người, mật độ 10,38 người/km².